# A Spanish Dilemma
A Spanish Dilemma è un cortometraggio muto del 1912 diretto da Mack Sennett.

## Trama
Due fratelli sono entrambi innamorati di una medesima ragazza, che non sa decidersi fra i due. Un amico comune propone dunque diverse sfide per determinare quale dei fratelli dovrà avere il sopravvento.
Inizialmente si tratta di pescare la carta più alta, ma per ben due volte i fratelli pescano la medesima carta. Segue una prova di coraggio, che, di nuovo, finisce alla pari. Si passa allora al duello con le spade; ma prima che la tenzone possa avere un esito definito, le autorità requisiscono le armi ai contendenti. Extrema ratio: una partita a carte. Questa volta uno dei due vince, e si presenta, col fratello, dalla ragazza.
Troppo tardi, la giovane si è finalmente decisa e ha scelto di unirsi all'amico comune.

## Produzione
Il film, girato in California, fu prodotto dalla Biograph Company.
A Spanish Dilemma (contrassegnato dal n° 26 nella filmografia del sito Mabel Normand, dedicato alla diva) è una delle pellicole superstiti (che constano di circa metà della sua produzione attestata) in cui è coinvolta, come attrice, regista o produttrice, Mabel Normand.

## Distribuzione
Distribuito dalla General Film Company, il film - un cortometraggio di 150 metri - uscì nelle sale cinematografiche USA l'11 marzo 1912. Nelle proiezioni, veniva programmato con il sistema dello split reel, accorpato in un'unica bobina con un altro cortometraggio prodotto dalla Biograph, la commedia The Engagement Ring.
Copie della pellicola vengono conservate, fra gli altri, negli archivi dell'UCLA, del British Film Institute, e del MoMA di New York.
Il film è stato edito in DVD nel 2011 a cura della Bach Films (insieme ad altri film di Sennett, nel DVD "Les Pioniers du Burlesque – Mack Sennett"), con didascalie francesi.